# Laumer de Corbion
« Saint Laumer » redirige ici. Pour les autres significations, voir Saint-Laumer.
Ne doit pas être confondu avec Abbaye Saint-Laumer de Blois.
Laumer de Corbion (mort le 19 janvier 593), également connu sous les noms de saint Laumer, Lomer, Lhomer, Laudomarus, Launomar ou Launomaro, est un saint chrétien dont la fête est célébrée le 19 janvier.
Il est connu pour avoir fondé l'abbaye de Corbion, dans la commune actuelle de Moutiers-au-Perche, dans l'Orne, en Normandie,,. La vita de saint Laumer révèle que, dans sa jeunesse, Laumer était berger, avant d'être accepté à l'abbaye Saint-Mesmin de Micy, près d'Orléans, et qu'il deviendrait ensuite prêtre à Chartres. La vita indique également que Laumer aurait vécu plus de cent ans. Une copie connue de cette vita a été commencée par Orderic Vital alors qu'il était copiste à la bibliothèque de l'abbaye de Saint-Évroult, dans le même département.

## Biographie
Né aux environs de Chartres sous le règne de Clotaire Ier, Laumer fut d'abord formé à la prêtrise par un prêtre du nom de Chirmirius, puis fait à la fois chanoine et cellérier, avant de devenir lui-même prêtre. Plus tard dans sa vie, Laumer se retira pour vivre une vie érémitique dans les forêts du Perche, plus à l'ouest. En raison de sa réputation de faiseur de miracles, y compris le don de prophétie, un certain nombre de disciples vinrent à son ermitage. Selon le révérend Alban Butler, l'emplacement de cet ermitage devint à partir du XIIe siècle celui de l'abbaye de Fontevraud. La présence de ces disciples amena Laumer à fonder une communauté cénobitique, le monastère de Corbion, vers 570.
Au début du XXe siècle, un événement de la vie de saint Laumer, à savoir un incident impliquant le vol de la vache préférée du saint, a été publié dans The Book of Saints and Friendly Beasts, un recueil de brefs récits hagiographiques pour enfants, compilé par Abbie Farwell Brown. La vita de Laumer indique en effet que l'abbé était si saint que "les bêtes sauvages obéissaient à ses ordres" ; selon Robert Bartlett, cette obéissance devait rappeler aux lecteurs la vie idyllique d'Adam et Ève dans le jardin d'Éden.

## Toponymes et reliques

### Reliques
Après sa mort en 593, une partie de ses reliques ont été transférées à Blois le 23 octobre 873 afin de fuir l'invasion scandinave de la Neustrie (future Normandie). Réfugiées au sein de la chapelle Saint-Calais du château, les reliques de Laumer sont déplacées une seconde fois vers l'église Saint-Lubin en 923. Néanmoins, un incendie consume cet édifice en 1114, à la suite de quoi les reliques sont déplacées vers le monastère Saint-Laumer, avant que les moines n'érigent la grande abbaye Saint-Laumer de Blois.
Alors que la majeure partie de son corps aurait été transférée au monastère de Blois, sa tête aurait été déplacée puis inhumée en 912 au prieuré Saint-Laumer de Moissat, en Auvergne. Le monastère situé à l'extérieur de Blois aurait finalement été détruit pendant les guerres de religion françaises, bien que l'abbatiale elle-même soit toujours debout, connue sous le nom d'église Saint-Nicolas.